# قائمة البعثات الدبلوماسية في سلوفينيا

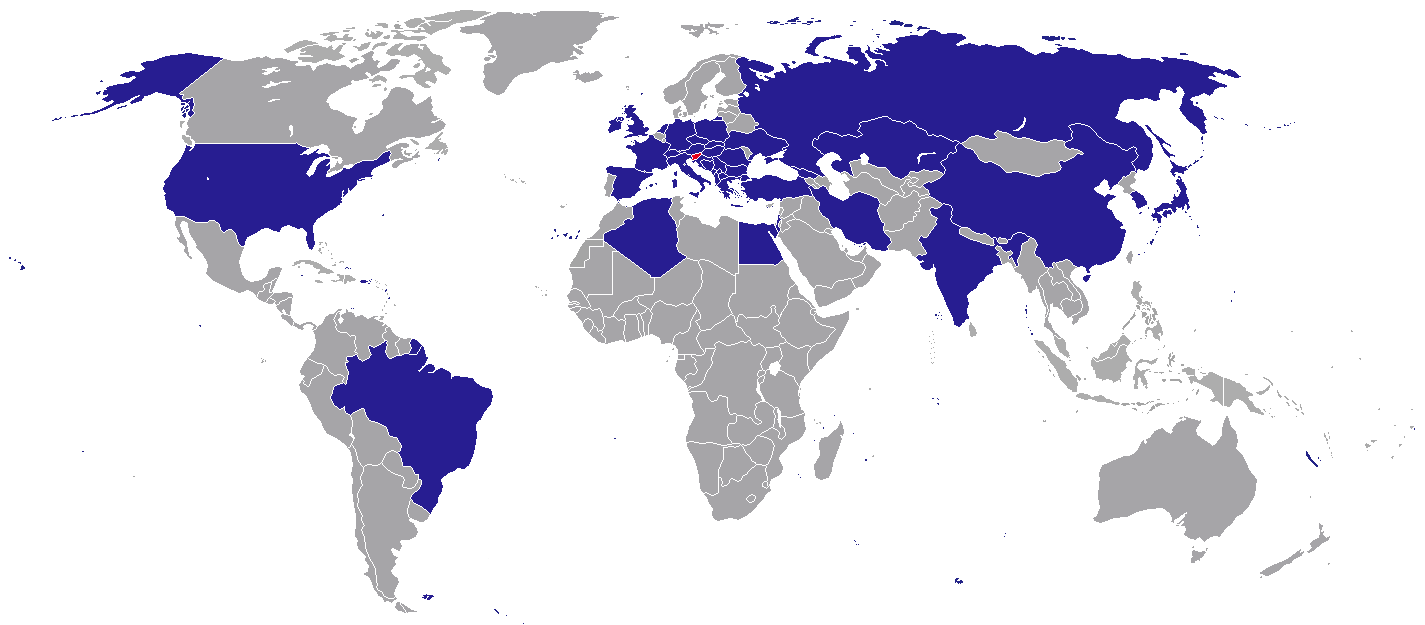
خريطة البعثات الدبلوماسية في سلوفينيا

هذه قائمة بالبعثات الدبلوماسية المقيمة في سلوفينيا. في الوقت الحاضر، تستضيف العاصمة ليوبليانا 36 سفارة. العديد من الدول الأخرى لديها قناصل فخريون لتقديم خدمات الطوارئ لمواطنيها. لدى العديد من البلدان الأخرى سفارات غير مقيمة معتمدة من عواصم إقليمية أخرى، مثل فيينا في النمسا وروما في إيطاليا للأغراض الدبلوماسية والقنصلية.

## صالة عرض

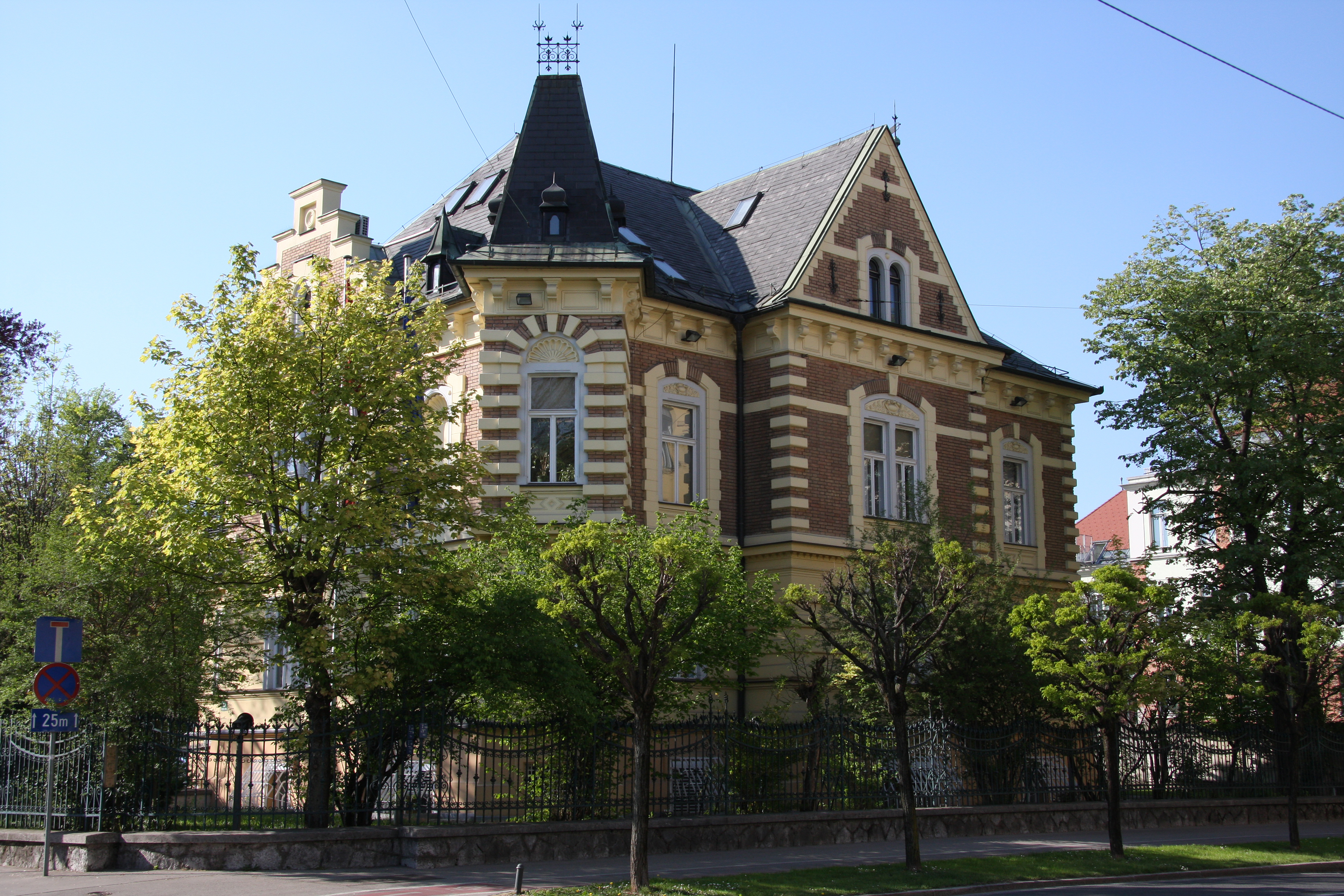
سفارة النمسا
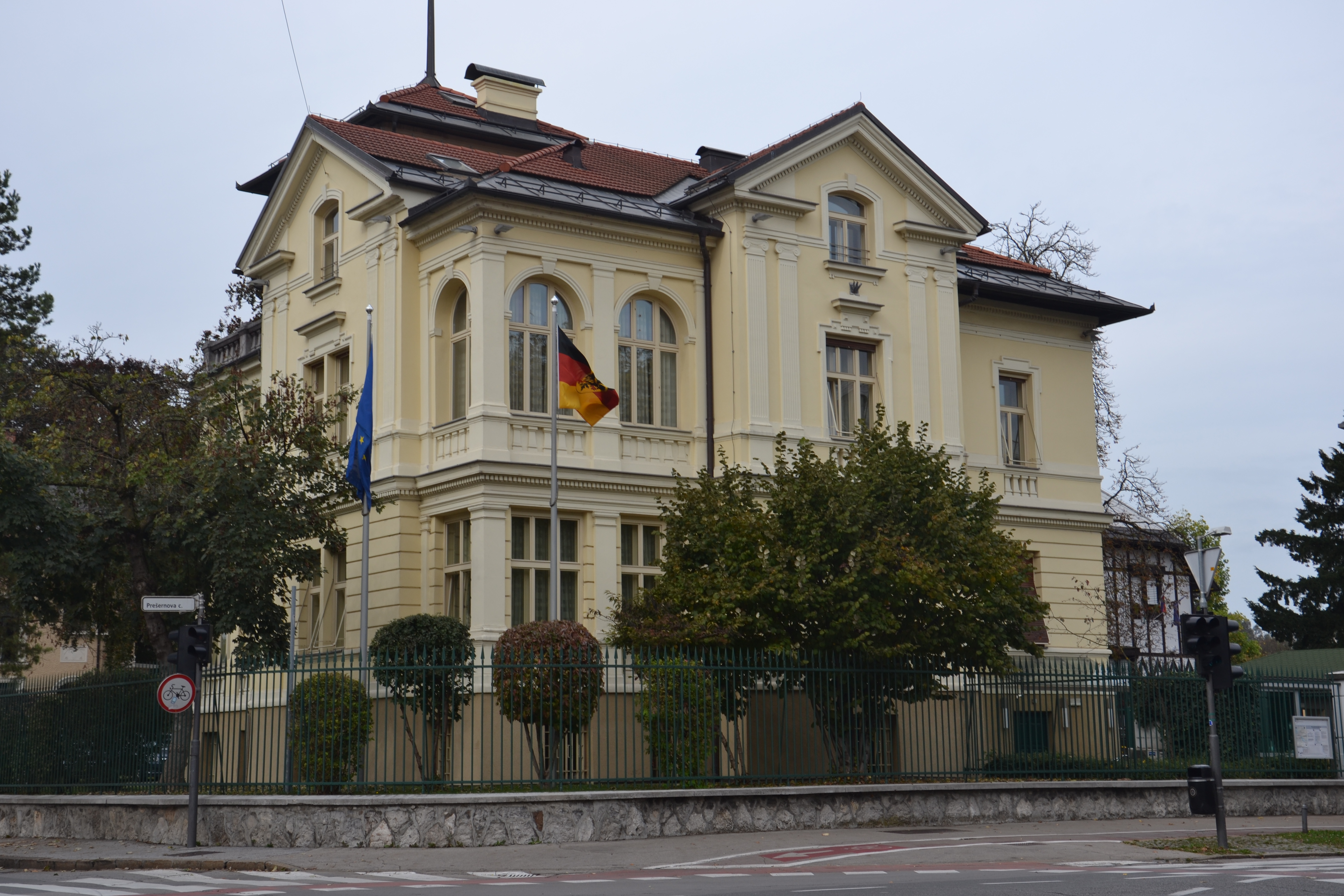
سفارة المانيا
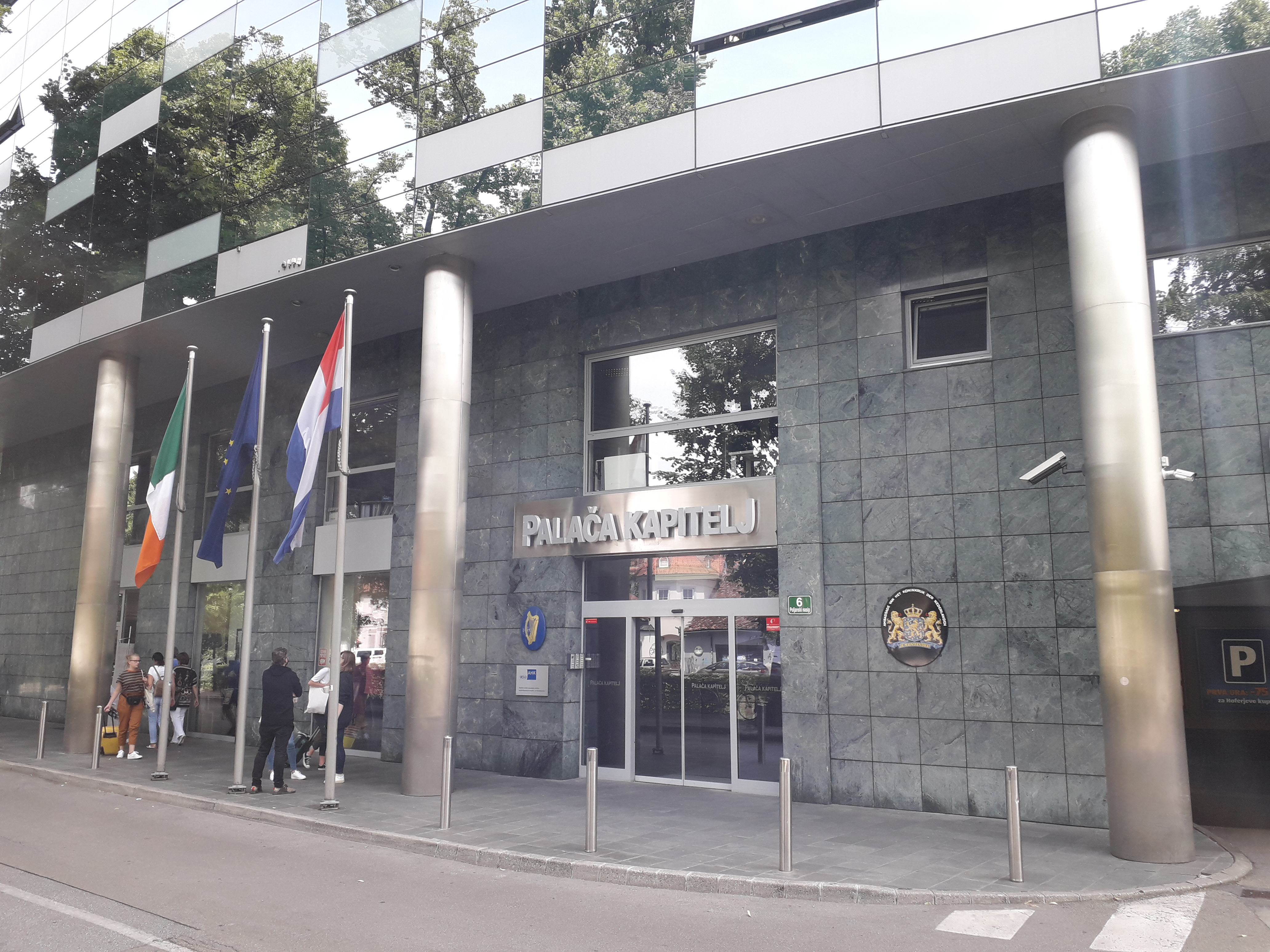
سفارات ايرلندا وهولندا
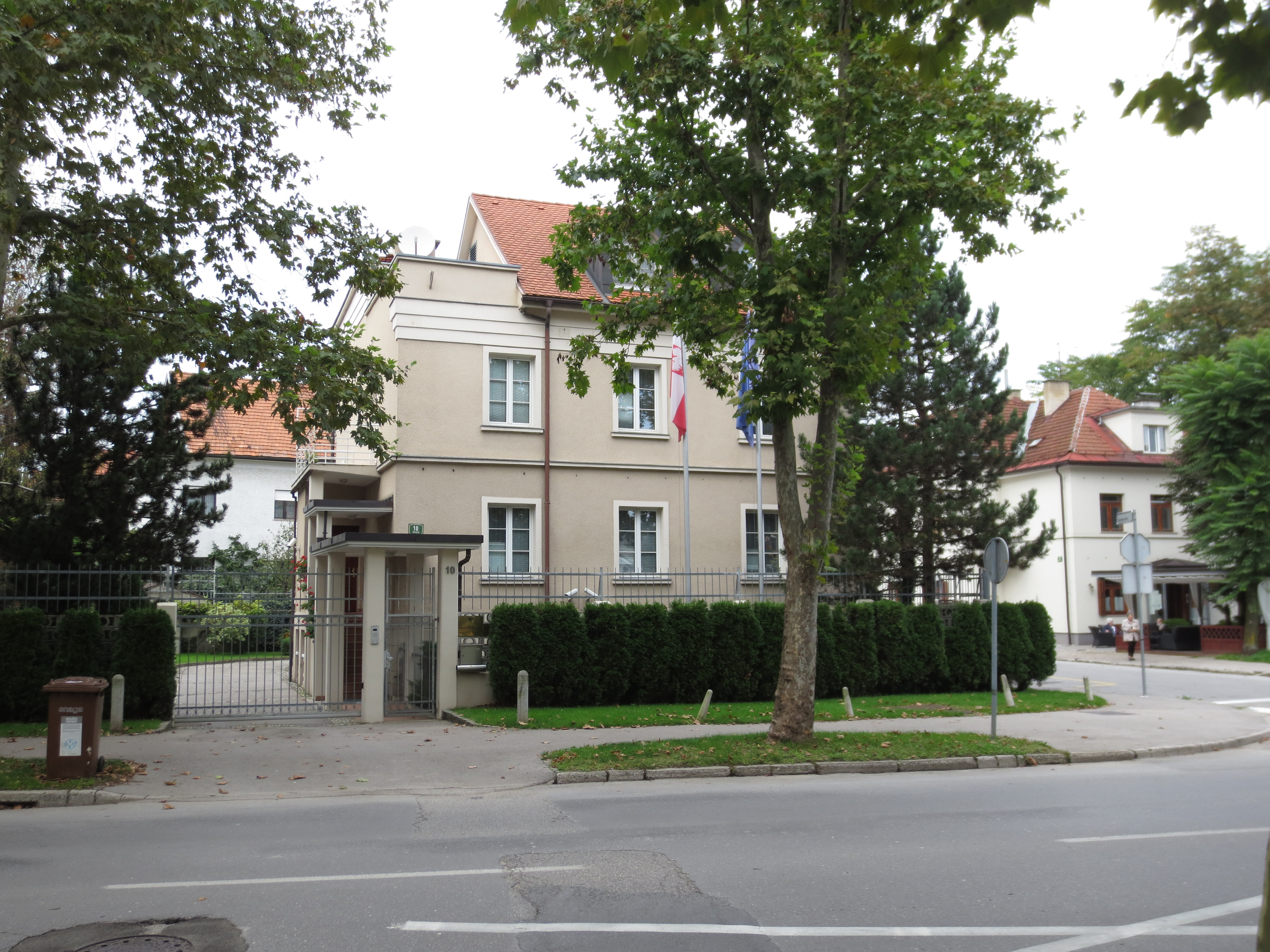
سفارة بولندا
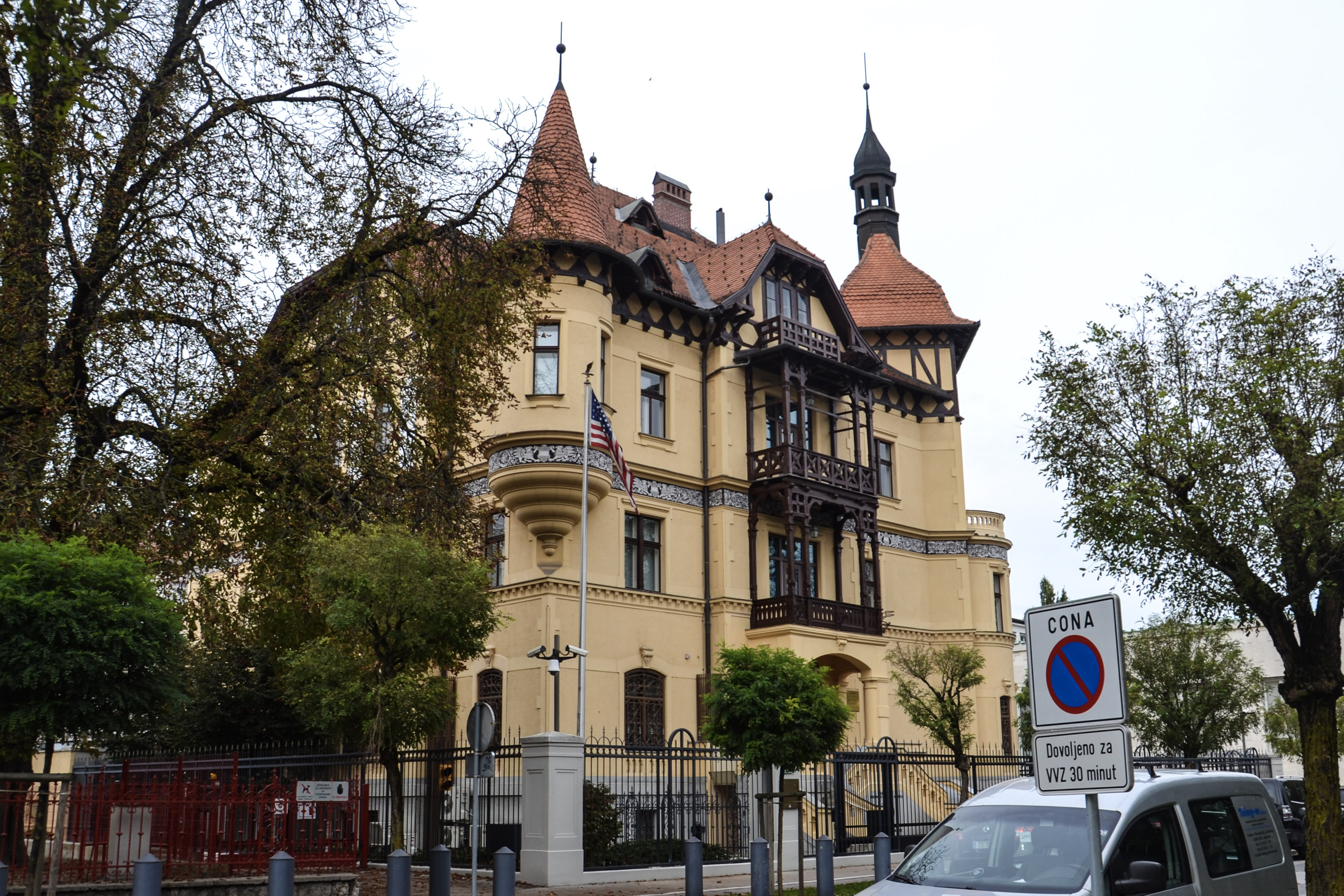
سفارة الولايات المتحدة

## القنصليات العامة / القنصليات

### كرانج
- الجبل الأسود

## البعثات المغلقة
- أذربيجان
- قبرص
- لاتفيا
- فنزويلا

| المدينة المضيفة | بلد الإرسال | مستوى المهمة | انتهى العام | Ref.        |
| --------------- | ----------- | ------------ | ----------- | ----------- |
| ليوبليانا       | Belgium     | السفارة      | 2015        | [ 1 ]       |
| ليوبليانا       | Denmark     | السفارة      |             |             |
| ليوبليانا       | Finland     | السفارة      | 2015        | [ 2 ]       |
| ليوبليانا       | Lithuania   | السفارة      |             |             |
| ليوبليانا       | Norway      | السفارة      | 2011        | [ 3 ] [ 4 ] |
| ليوبليانا       | Portugal    | السفارة      | 2013        | [ 5 ]       |
| ليوبليانا       | Sweden      | السفارة      | 2010        | [ 6 ]       |

## ملحوظات
| أ. | ^كوسوفو هي موضوع نزاع إقليمي بين جمهورية كوسوفو وجمهورية صربيا. وقد أعلنت جمهورية كوسوفو الاستقلال من جانب واحد في 17 فبراير 2008، ومع ذلك استمرت صربيا في المطالبة كجزء من أراضيها السيادية الخاصة. ثم بدأت الحكومتان في تطبيع العلاقات في عام 2013 كجزء من اتفاقية بروكسل. وقد تم الإعتراف بكوسوفو كدولة مستقلة من قبل 108 عضو من أعضاء الأمم المتحدة من أصل 193 عضو. |

## روابط خارجية
- السفارات في سلوفينيا